# Claudette Buttigieg
Claudette Buttigieg, geborene Claudette Pace (* 8. Februar 1968 in Naxxar) ist eine maltesische Sängerin, Fernsehmoderatorin und Politikerin.

## Leben und Wirken
Die im Bereich Jazz ausgebildete Sängerin nahm an diversen Musikwettbewerben teil, dabei ab 1993 wiederholt an der maltesischen Vorauswahl zum Eurovision Song Contest. Im Jahr 2000 schaffte sie es im siebten Anlauf und durfte zum Eurovision Song Contest 2000 nach Stockholm reisen. Mit ihrem Poptitel Desire erreichte sie dort Platz 8.
Sie setzte ihre Medienkarriere als Moderatorin verschiedener Fernsehshows im maltesischen Fernsehen fort. Nachdem sie bereits für das maltesische Gesundheitsministerium gearbeitet hatte, ging sie in die Politik und wurde 2013 als Abgeordnete für die Partit Nazzjonalista in das maltesische Repräsentantenhaus gewählt. 2017 konnte sie diesen Wahlerfolg wiederholen und bekleidet in der 13. Wahlperiode das Amt des Deputy Speaker.